# Leucadendron sessile
Espèce
Leucadendron sessile est une espèce de plantes à fleurs de la famille des Proteaceae. Cet arbuste à fleurs, originaire du Cap-Occidental en Afrique du Sud, fait partie du fynbos.

## Description

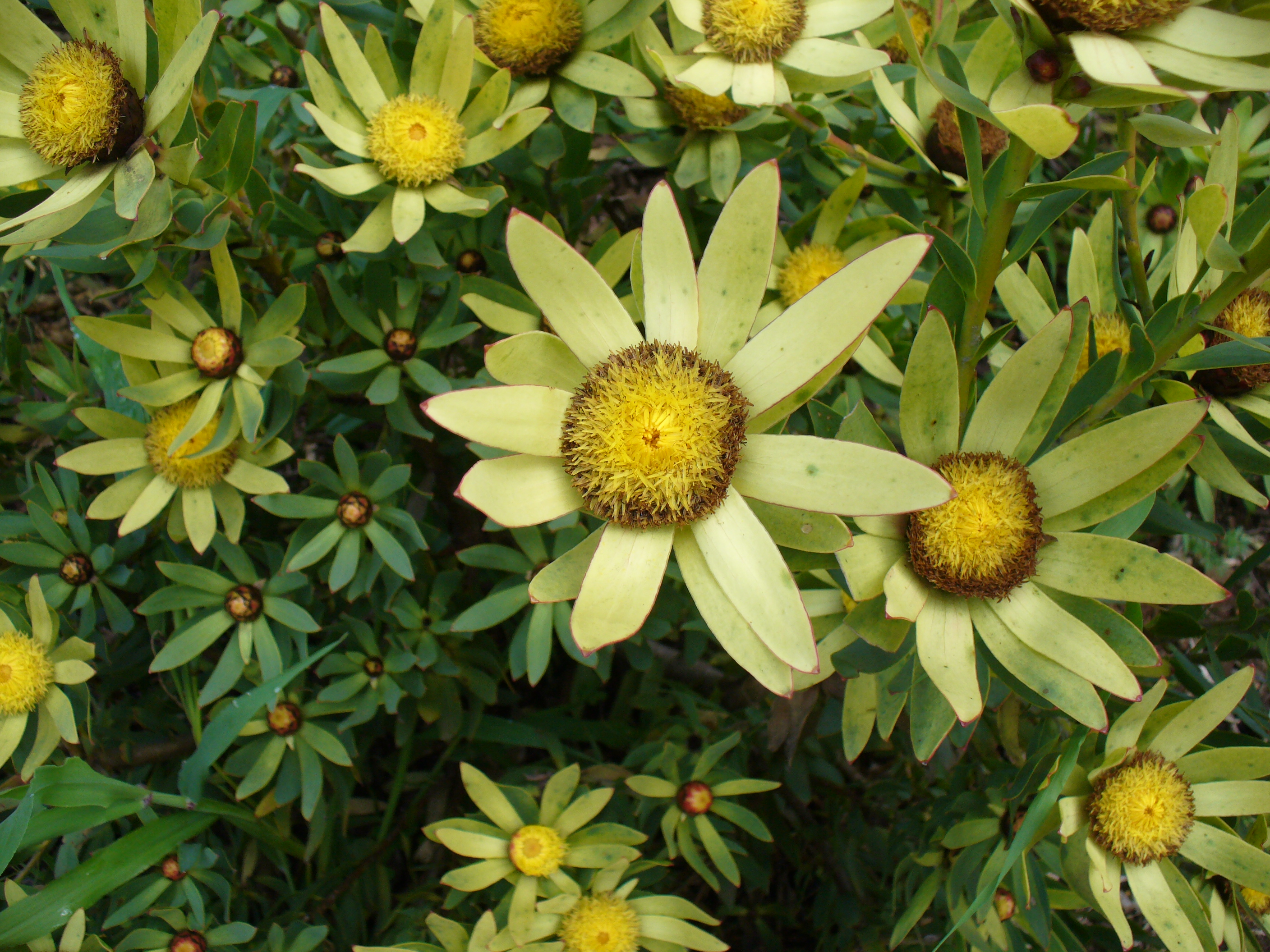

L'arbuste atteint 1,5 m de haut et fleurit de juillet à août. Un incendie détruit la plante, mais les graines survivent. Celles-ci sont stockées dans un trou sur la plante femelle et sont libérées au bout de deux mois, lorsqu'elles sont mûres et tombent au sol. Les rongeurs dispersent les graines. La plante est unisexuée et il existe des plants mâles et femelles. 

## Répartition et habitat
La plante est présente dans les monts Witsenberg, Elandskloof jusqu'aux monts Slanghoek, et dans les monts Hottentots Holland de Jonkershoek à Kogelberg. La plante pousse principalement sur les sols argilo-graniteux des versants montagneux, à une altitude de 10-600 m.

### Conservation
Leucadendron sessile a été récemment évalué pour la Liste rouge des espèces menacées de l'UICN en 2020. Leucadendron sessile est classé comme quasi menacé selon les critères B1b(iii)+2b(iii).

## Galerie

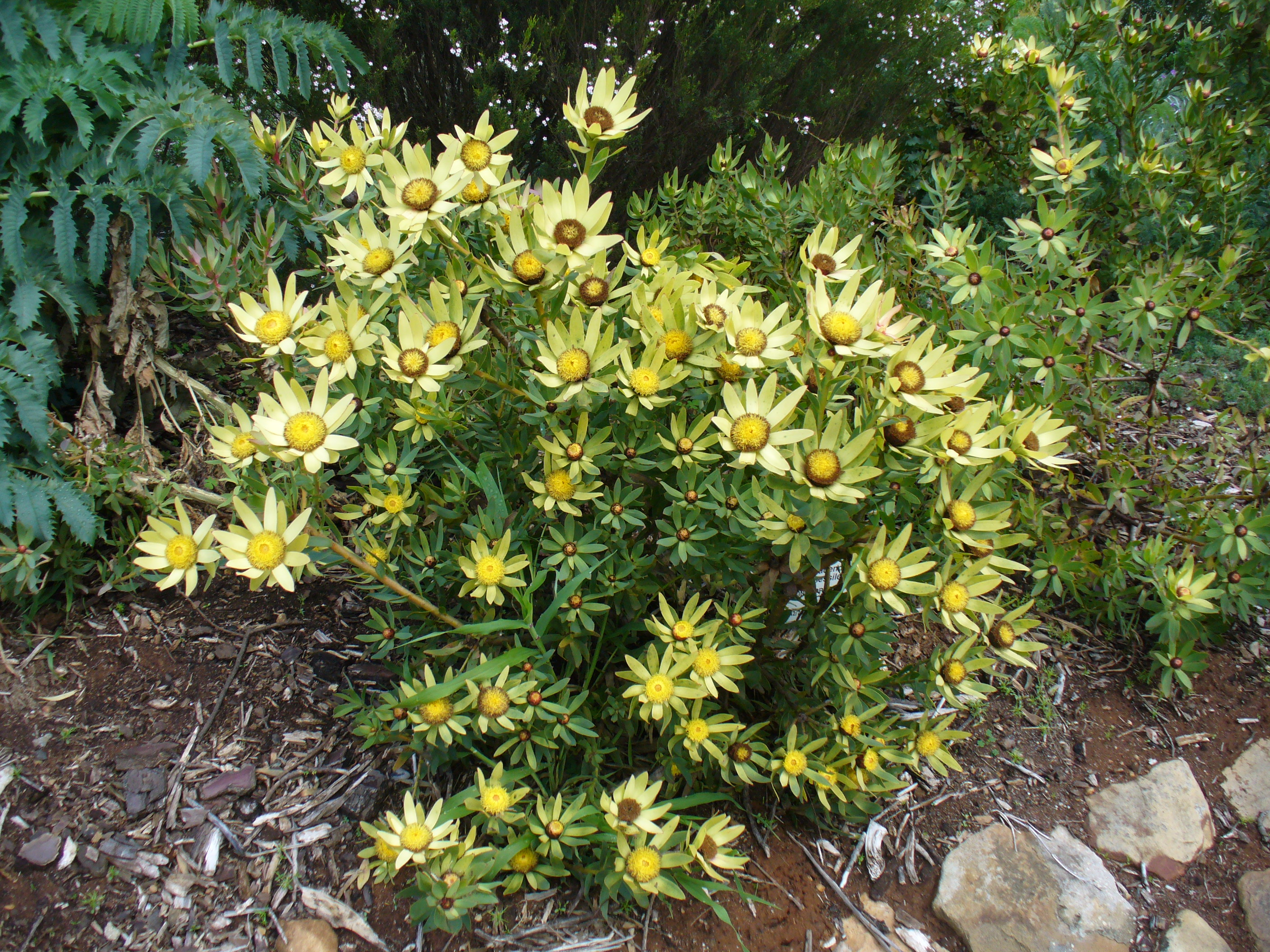
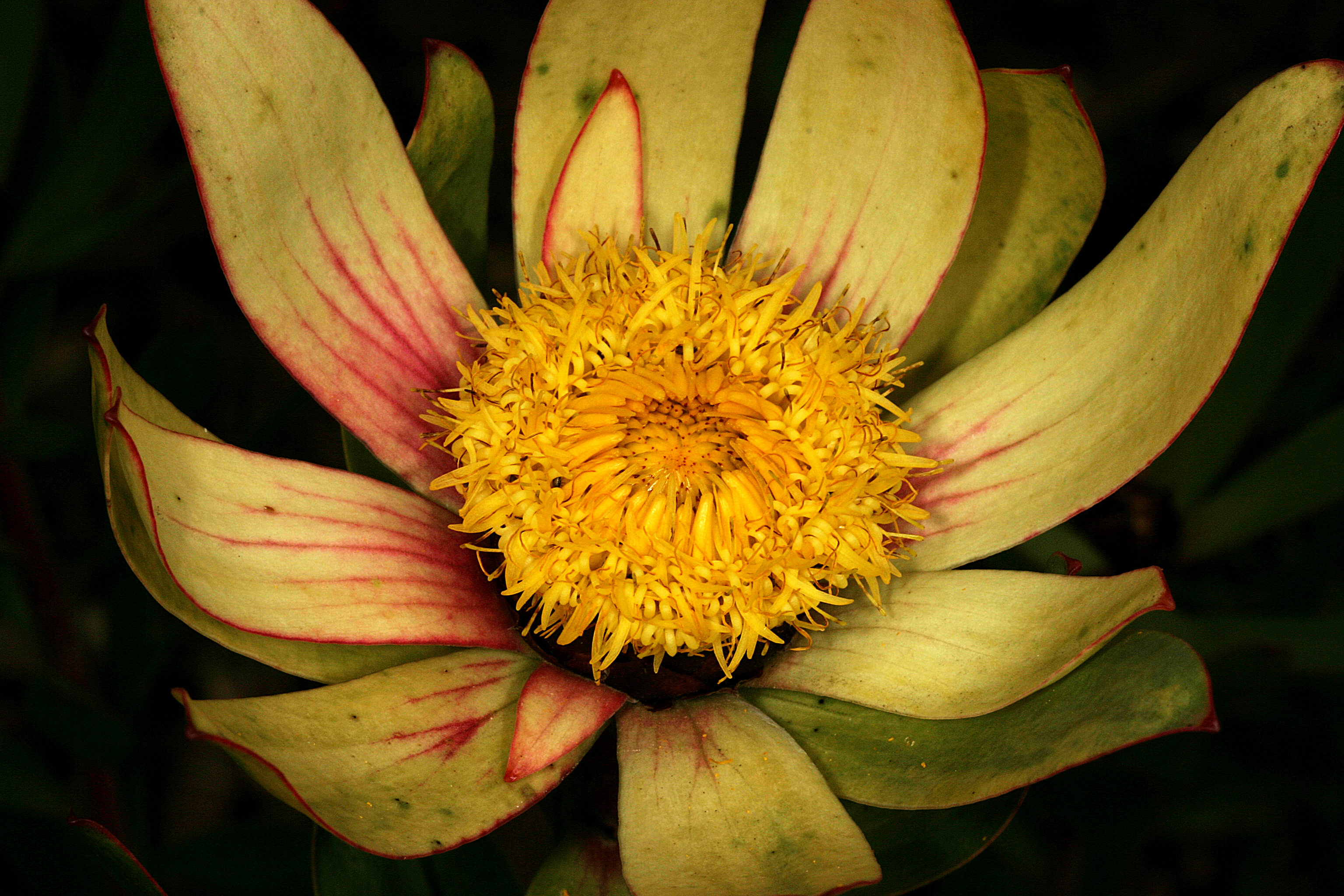
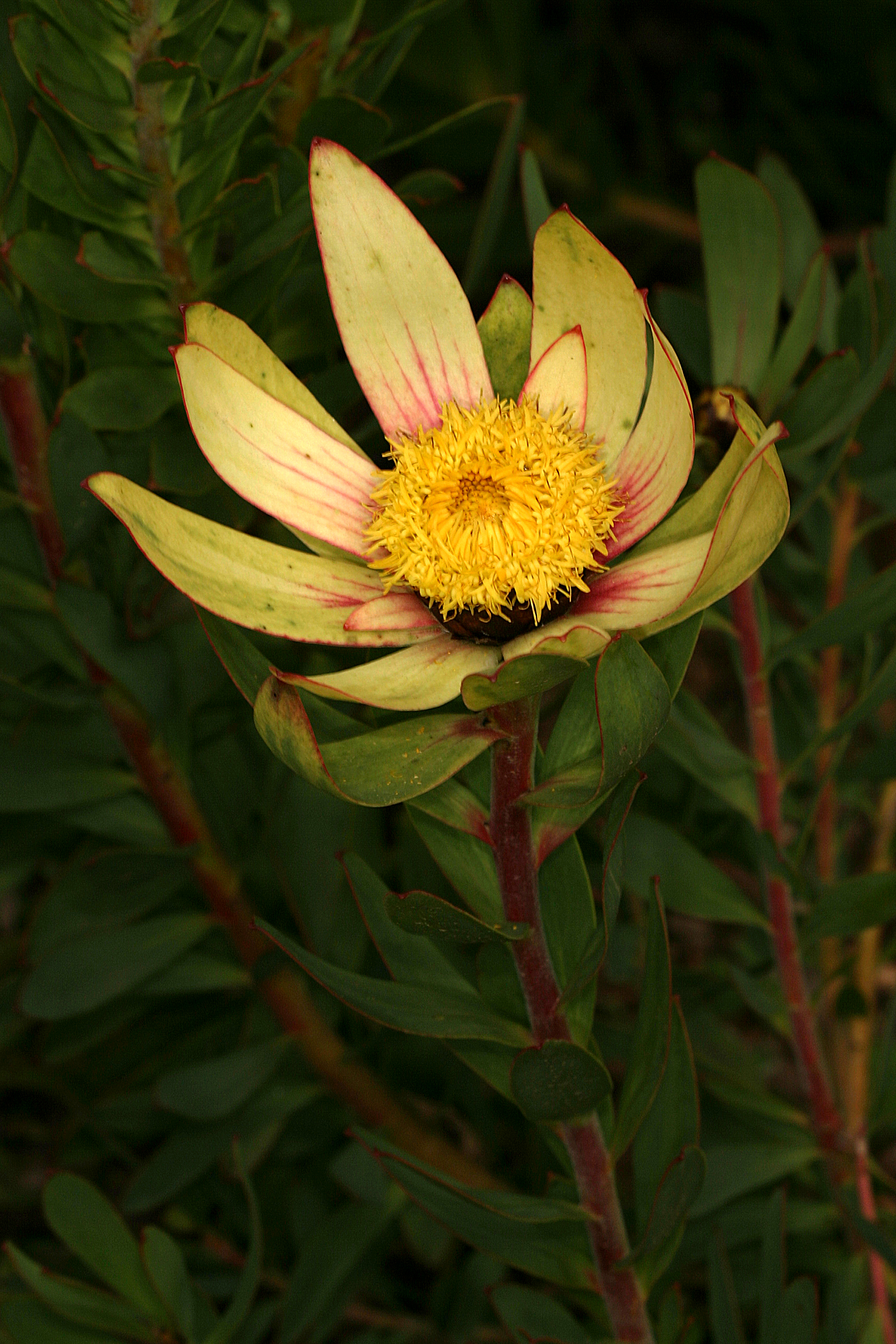
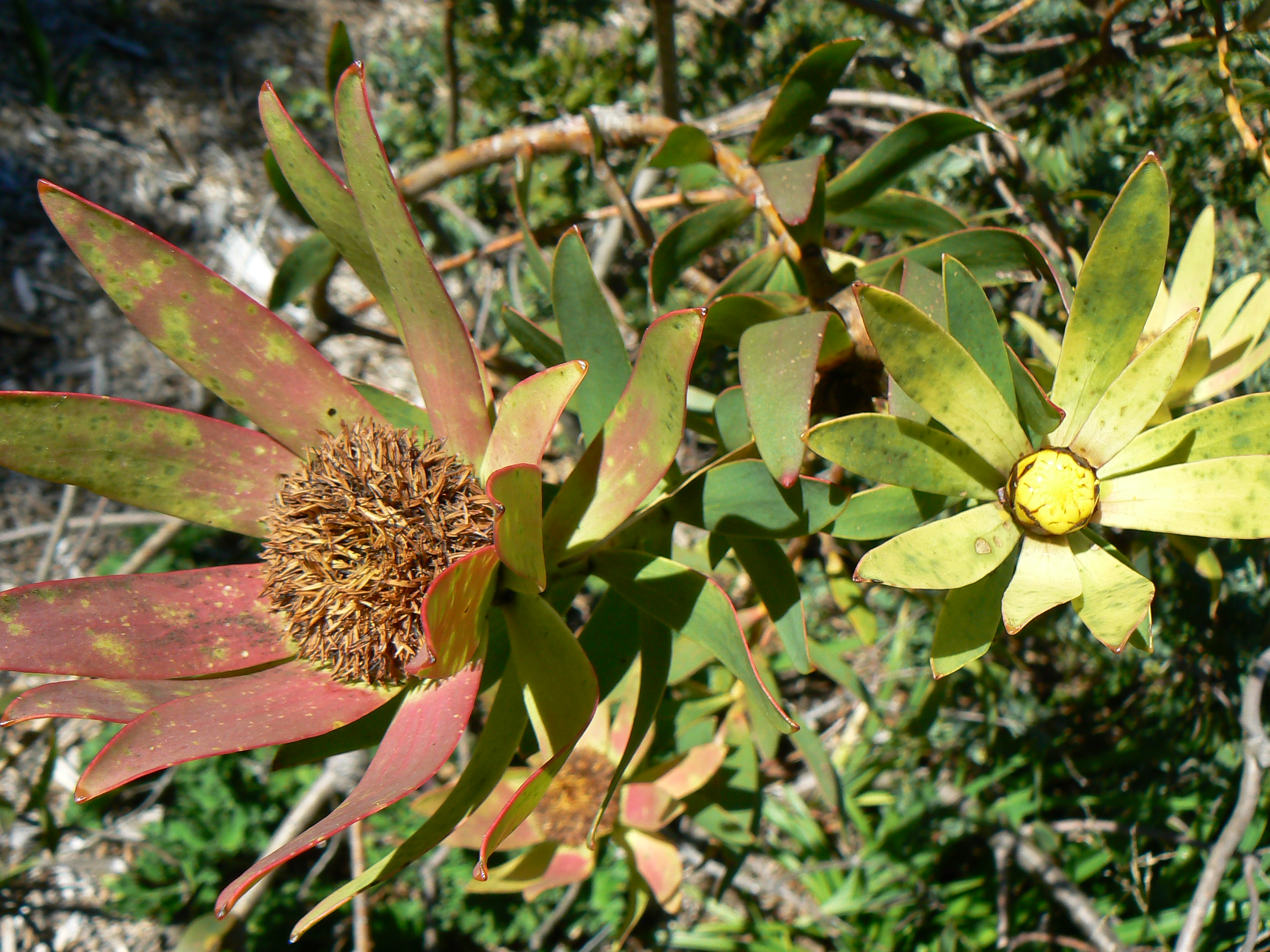
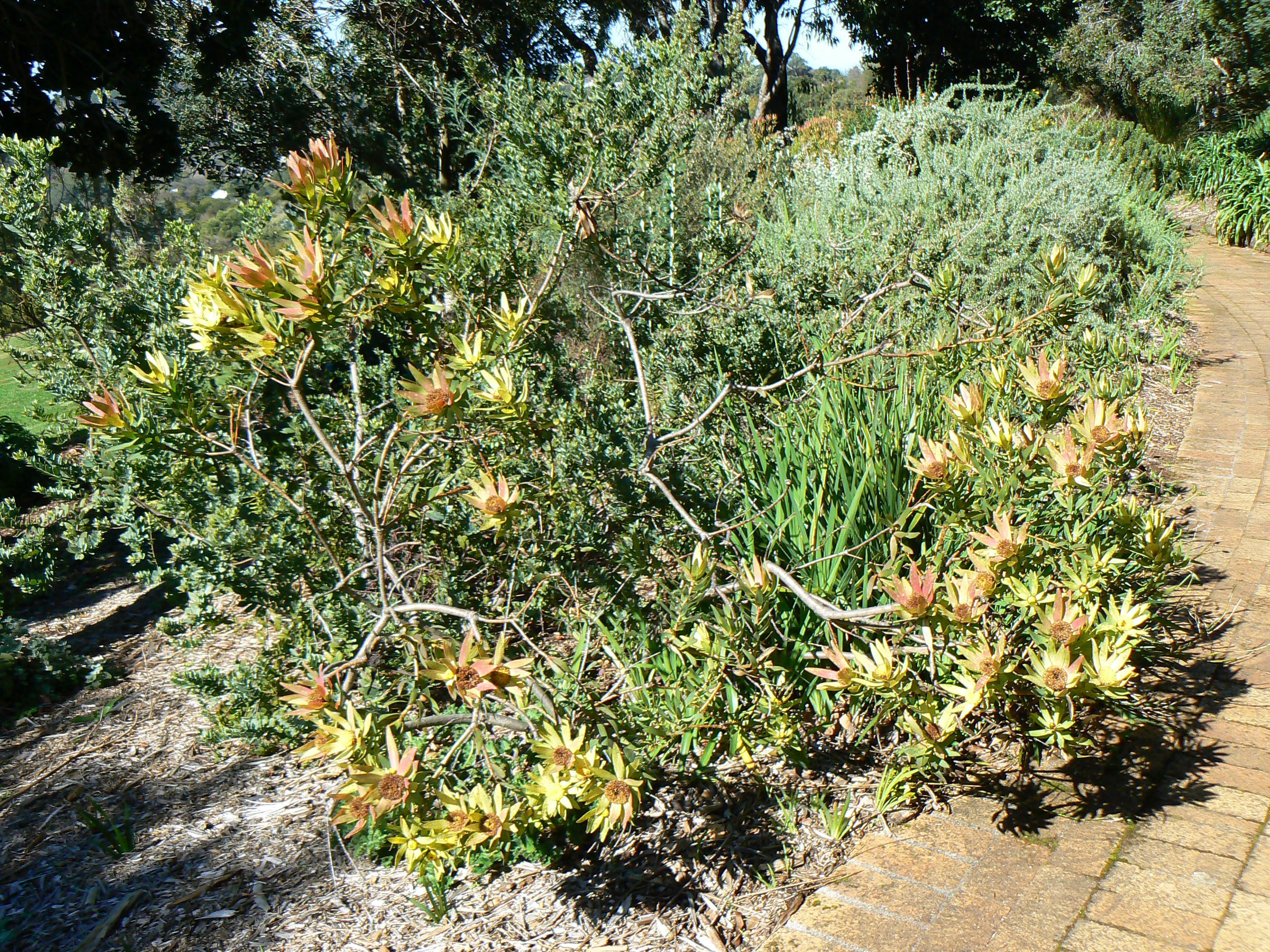

## Dénominations
En afrikaans, on l'appelle Kleinkoprosettolbos, en anglais sunbush occidental.

## Systématique
Le nom correct complet (avec auteur) de ce taxon est Leucadendron sessile R.Br..
Leucadendron sessile a pour synonymes :
- Protea sessilis (R.Br.) Kuntze
- Protea sessilis Poir.

### Étymologie
Le nom de genre Leucadendron vient du grec leukos « brillant, blanc » et dendron « arbre ». 
Son épithète spécifique du latin sessile « sur quoi l'on peut s'asseoir » se dit d'un organe directement inséré à l'axe.